# 덩컨 더프
덩컨 더프(영어: Duncan Duff, 1964년 2월 8일 ~ )는 영국 스코틀랜드의 배우이다.
에든버러에서 태어났다.

## 영화
- 조용한 열정 (2015년) - 오스틴 디킨슨 역
- 더 카나리아 (2010년)
- 와일드 타겟 (2010년) - 쥬웰러 역
- 캐주얼티 (1986년)
- 더 빌 (1984년)